# Du bout des doigts
Cet article concerne le roman de Sarah Waters. Pour la mini-série, voir Du bout des doigts (mini-série).
Du bout des doigts (Fingersmith) est un roman à suspense historique britannique de Sarah Waters paru en 2002.

## Résumé
La narration est d'abord prise en charge par Susan Trinder.
En 1862, à Londres, à la veille de sa majorité, Susan, une jeune orpheline, se voit proposer par Richard Rivers, aussi surnommé « Gentleman », d'escroquer la  jeune mais néanmoins riche Maud Lilly. 
Après avoir vécu dix années dans un asile psychiatrique où est morte sa mère, Maud Lilly est recueillie par son oncle dans son sombre manoir où il collectionne avec soin des livres d'un genre tout à fait particulier. À l'aube de sa majorité, sur le conseil de Richard Rivers (Gentleman), son professeur de peinture, Maud offre une place de dame de compagnie à une dénommée Susan Smith, qui est en fait Susan Trinder.
Complot, trahison, enlèvement d'enfant, amour lesbien s'amalgament dans une intrigue qui adopte des traits du roman policier et du roman gothique.

## Éditions
Édition originale en anglais
- (en) Sarah Waters, Fingersmith, Londres, Virago, 2002.

Éditions françaises
- (fr) Sarah Waters (auteur) et Erika Abrams (traducteur) (trad. de l'anglais), Du bout des doigts [« Fingersmith »], Paris, Denoël, coll. « Denoël et d'ailleurs », 2003, 749 p. (ISBN 2-207-25359-7, BNF 39051981) ;
- (fr) Sarah Waters (auteur) et Erika Abrams (traducteur) (trad. de l'anglais), Du bout des doigts [« Fingersmith »], Paris, 10/18, coll. « Domaine étranger no 3766 », 2005, 749 p. (ISBN 2-264-04107-2, BNF 39905514).

## Prix et distinctions
- British Book Awards Author of the Year, 2002 ;
- Crime Writers' Association Ellis Peters Historical Dagger, 2002 ;
- Finaliste Prix Booker, 2002.

## Adaptations
- 2005 : Du bout des doigts (Fingersmith), mini-série britannique réalisée par Aisling Walsh et produite pour la chaîne de télévision BBC One. Adaptation du roman homonyme de Sarah Waters sur un scénario d'Andrew Davies. En trois épisodes, la série dure 181 minutes. Avec Sally Hawkins (Susan Trinder, Susan Smith), Elaine Cassidy (Maud Lilly, Maud Rivers), Rupert Evans (Gentleman, Richard Rivers), Imelda Staunton (Grace Sucksby), Charles Dance (Christopher Lilly), Stephen Wight (Charles), David Troughton (M. Ibbs) ;
- 2016 : Mademoiselle (아가씨), film sud-coréen coécrit, produit et réalisé par Park Chan-wook.